# Franz Liszt
Franz Liszt (in ungherese Liszt Ferenc; in tedesco Franz Ritter von Liszt; Raiding, 22 ottobre 1811 – Bayreuth, 31 luglio 1886) è stato un compositore, pianista, direttore d'orchestra e organista ungherese del periodo romantico.
Considerato uno dei più grandi virtuosi del pianoforte di tutti i tempi, Franz Liszt intraprese la sua carriera di pianista a Vienna, dove studiò con Carl Czerny. Si trasferì poi a Parigi, dove iniziò una fortunatissima attività concertistica che lo portò a esibirsi in tutt'Europa. Il suo contributo allo sviluppo della tecnica pianistica è stato cruciale nella storia dello strumento. Inoltre a lui si deve l'invenzione della forma concertistica del recital-pianistico.
Durante la sua carriera, Liszt contribuì a diffondere la musica di molti compositori a lui contemporanei. Importanti sono state al riguardo le sue trascrizioni ed esecuzioni di musiche di Beethoven e Schubert. Legato da amicizia e stima a Fryderyk Chopin, di cui scrisse la biografia Chopin, e a Robert Schumann, fu suocero di Richard Wagner (che ne aveva sposato la figlia Cosima) e suo ardente sostenitore, contribuendo alle sue prime affermazioni.
Nel 1865 divenne accolito della Chiesa cattolica. Inoltre, fu terziario francescano e canonico nella cattedrale di Albano Laziale (Roma). Il suo catalogo include numerosi lavori sinfonici a programma, tre concerti per pianoforte e orchestra, un numero elevato di pezzi per pianoforte, oltre a un repertorio di pezzi per organo che cambieranno il volto organistico tedesco per sempre.
Vari suoi pezzi sono entrati nel repertorio della musica classica e sono conosciuti da un vasto pubblico; tra essi la celeberrima Rapsodia ungherese n. 2 in Do Diesis Minore, il Sogno d'amore n. 3, il Mefisto valzer, la Ballata in Si minore, il Concerto in Mi Bemolle Maggiore e la Sonata in Si Minore.

## Biografia

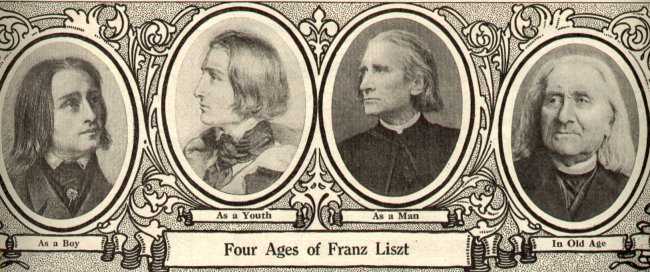
Le quattro età di Franz Liszt.

Franz Liszt nacque il 22 ottobre 1811, a Raiding, da Adam Liszt e Anna Liszt (nata Maria Anna Lager). Il padre, funzionario al servizio del Principe Nicola II Esterházy, era un musicista e cantante dilettante, che durante i suoi anni alla corte Esterházy aveva conosciuto Franz Joseph Haydn e Johann Nepomuk Hummel. 

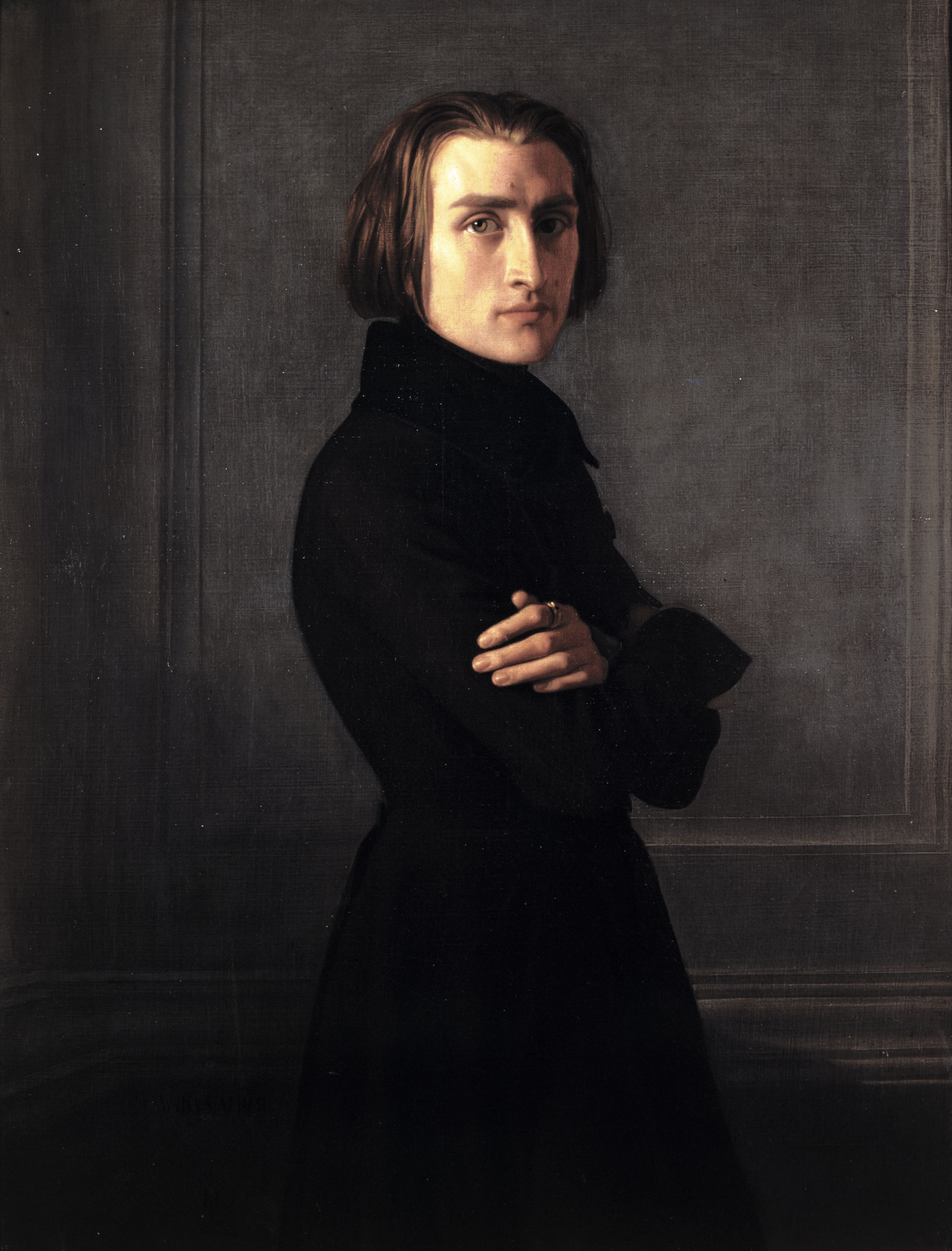
Un giovane Franz Liszt

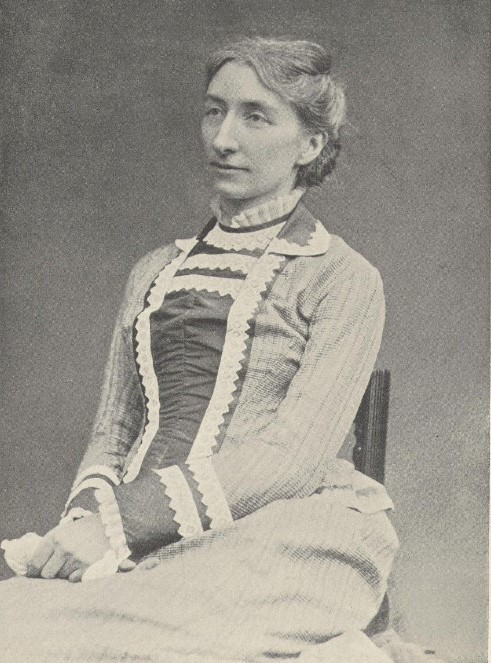
Cosima Liszt, figlia di Franz

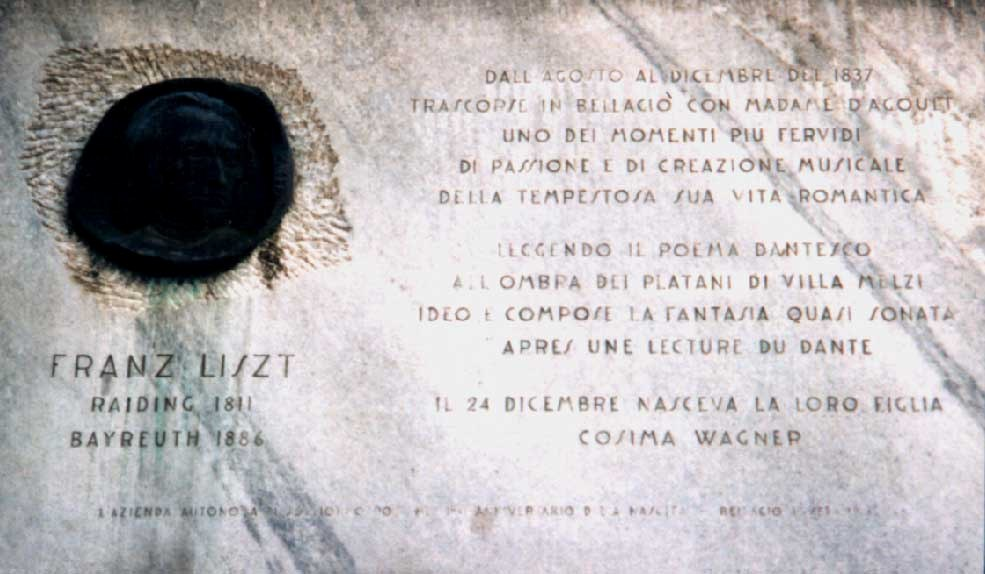
Testimonianza del soggiorno di Bellagio (Agosto-Dicembre 1837

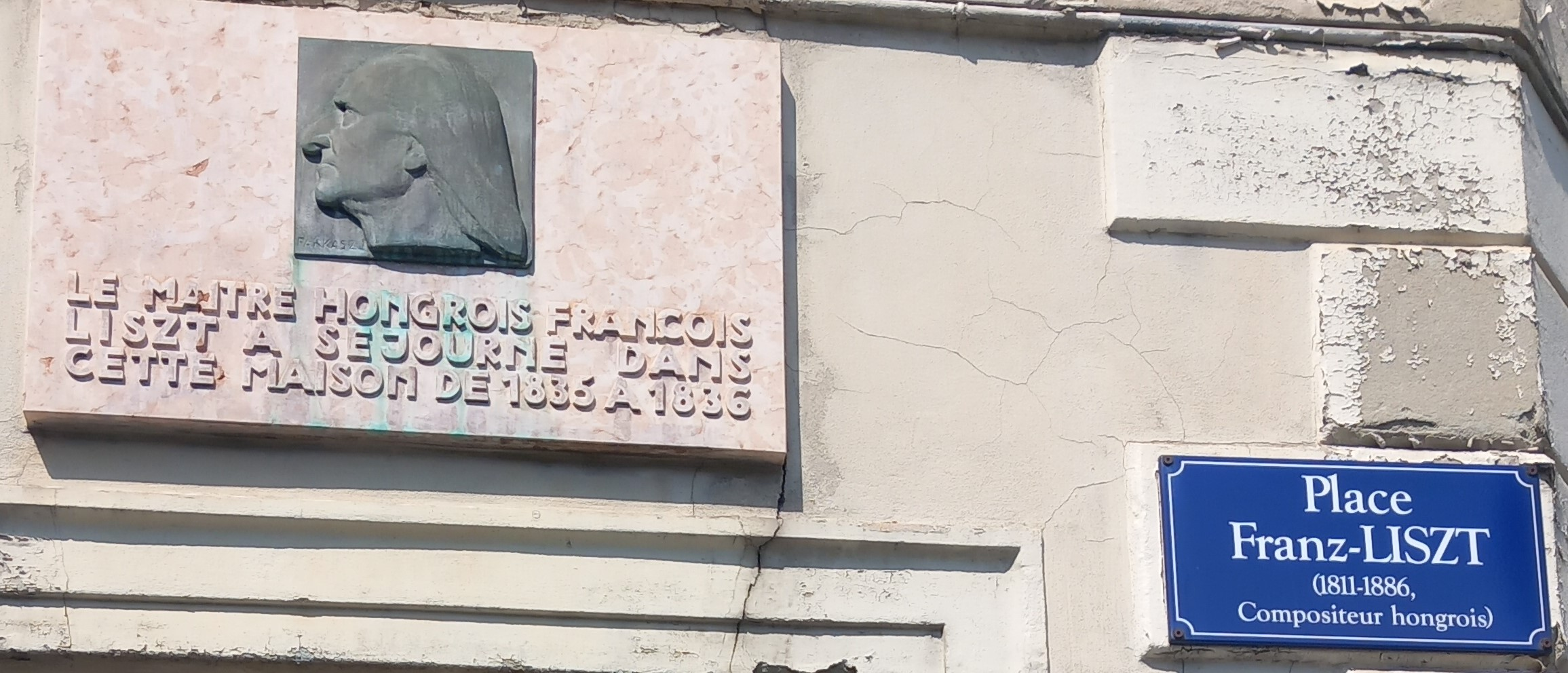
Testimonianza del soggiorno ginevrino di Liszt

Liszt fu avviato allo studio della musica dal padre. Dimostrato un precoce talento musicale, a dodici anni Liszt si trasferì con la famiglia a Vienna, dove studiò composizione con Salieri e pianoforte con Czerny. Nel 1822, a Parigi, fu allievo di teoria e composizione con Ferdinando Paër, ma non fu accettato al Conservatorio della capitale da Cherubini perché non erano ammessi studenti stranieri. Durante il soggiorno parigino, debuttò con l'opera lirica Don Sanche, che però non ebbe successo. Nel 1825, quando era già conosciuto come pianista, suonò a Londra al cospetto di re Giorgio IV. Nel 1826 fu in tournée in Francia e Svizzera, pur proseguendo gli studi con Reicha.
Dopo la morte del padre, avvenuta nel 1827, Liszt interruppe l'attività concertistica e si stabilì a Parigi, dove si dedicò all'insegnamento. Nel 1830 fu presente alla prima esecuzione della Sinfonia Fantastica di Hector Berlioz; conobbe Fryderyk Chopin, con cui si legò di sincera amicizia, e Felix Mendelssohn. Con quest'ultimo ebbe numerosi scontri intellettuali sullo stile compositivo, in quanto il musicista tedesco prediligeva la visione conservatrice della musica mentre Liszt quella progressista. Ciò ed altri eventi diedero inizio a quella che venne conosciuta come "Guerra dei romantici". Nel 1832, assistette a un concerto di Niccolò Paganini, da cui trasse ispirazione per riprendere l'attività pianistica e dedicarsi allo studio approfondito dei problemi della tecnica pianistica. Nel 1833 incontrò la contessa Marie d'Agoult e l'anno seguente George Sand. Sono di questi anni le prime stesure dei 12 Studi d'esecuzione trascendentale e dei Grandes études de Paganini, nonché la trascrizione della Sinfonia fantastica.
Tra il 1835 e il 1839 Liszt intraprese un lungo viaggio-fuga con Marie d'Agoult, che abbandonò il marito e le due figlie. Inizialmente giunsero in Svizzera, viaggio che ispirerà al musicista l'Album d'un voyageur e il primo libro delle Années de pèlerinage. Nel dicembre 1835 nacque la loro prima figlia Blandine. Nel frattempo Liszt non trascurò la sua attività di pianista (andando a costruire per tentativi l'archetipo del recital moderno) e tornò a Parigi per difendere la sua notorietà, specie nei confronti di Thalberg, con il quale ingaggiò una sfida musicale organizzata dalla principessa di Belgiojoso.
Nel 1837 Liszt e Marie d'Agoult giunsero in Italia, dove nasceranno Cosima (il suo nome, ricavato dalla città di Como, rivelava il grande amore del compositore per il Bel Paese) e Daniel. Soggiornarono in particolare a Bellagio sul Lago di Como, a Venezia e a Milano (dove si avvierà una pesante polemica con il pubblico italiano, assolutamente digiuno di musica strumentale), Firenze, Roma e San Rossore. Gli incontri e le amicizie che si intrecciarono furono molti e fecondi, tra questi (Rossini, Bartolini, Ingres, Sainte-Beuve). A questa esperienza si rifanno moltissime pagine musicali, tra le quali il secondo libro delle Années de pèlerinage. Molti sono anche gli scritti che Liszt pubblicò in relazione a questo viaggio e alla condizione musicale dell'epoca (soprattutto le Lettres d'un Bachelier ès Musique). Tuttavia, secondo alcuni studiosi, questi articoli, pur esprimendo il pensiero del musicista, erano frutto della penna di Marie d'Agoult.
Al 1840 risale l'incontrò due persone che si riveleranno fondamentali: Robert Schumann e Richard Wagner. Con quest'ultimo il sodalizio, in nome del progetto di una musica per l'avvenire, fu immediato e trasformò il Liszt pianista, ormai idolo delle folle in senso pienamente moderno, in uno dei più accesi sostenitori dell'arte totale wagneriana; di questo scambio di idee è testimonianza il carteggio tra i due compositori.

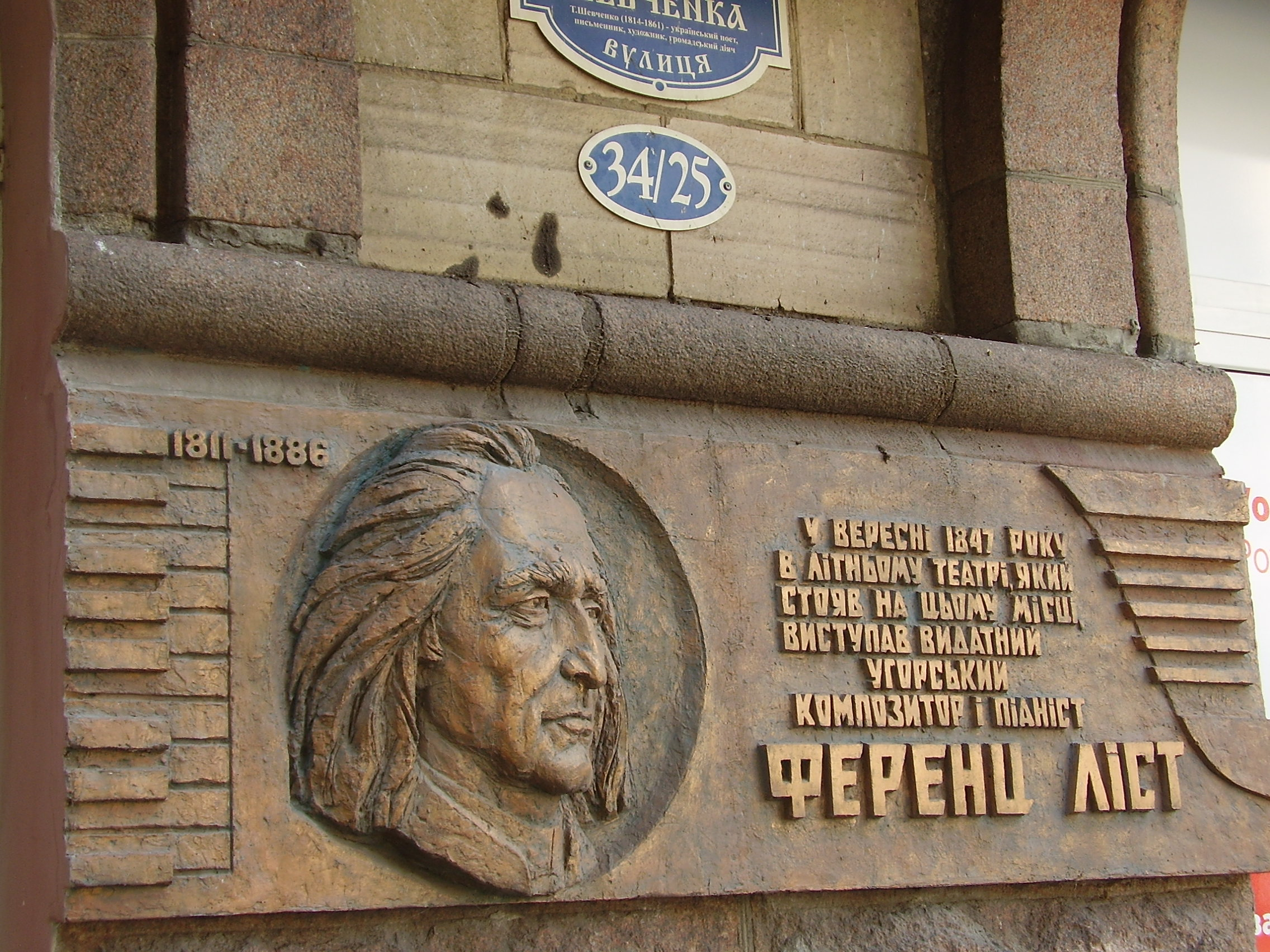
Targa commemorativa sul luogo della sua esibizione, Kropyvnyc'kyj, Ucraina

I concerti in giro per il mondo si susseguirono frenetici. Nel 1844 interruppe il rapporto con Marie d'Agoult e, nel 1847, conobbe a Kiev la principessa Carolyne zu Sayn-Wittgenstein, con la quale si trasferì in Polonia. Insediatosi a Weimar, nel 1848 iniziò la composizione del poema sinfonico Les Préludes e del poema sinfonico
Ce qu'on entend sur la montagne.
A Weimar fu molto attivo anche come insegnante di musica; fra i suoi allievi vi furono diversi celebri musicisti e compositori come Hans von Bülow, Emil von Sauer, Carl Tausig, Franz Bendel, Peter Cornelius, Hans von Bronsart, Karl Klindworth, Conrad Ansorge, Julius Reubke,  Josef Weiß, Laura Rappoldi, Károly Aggházy, Eduard Lassen, Joseph Joachim e molti altri.
Durante la rivolta di Dresda del 1849, Liszt aiutò il rivoluzionario Wagner a fuggire in Svizzera. Furono anni di febbrile creatività. Tra i moltissimi capolavori cui diede vita, figurano il poema sinfonico Mazeppa, la Sonata, i due concerti per pianoforte ed orchestra, il Totentanz e centinaia di pezzi pianistici. Nel 1861, durante un viaggio a Parigi, suonò per Napoleone III e conobbe Georges Bizet. Lo stesso anno a Roma non poté sposare la principessa zu Sayn-Wittgenstein perché quest'ultima non era riuscita a farsi riconoscere la nullità del precedente matrimonio. In questo periodo Liszt tuttavia iniziò a manifestare un forte impulso religioso.

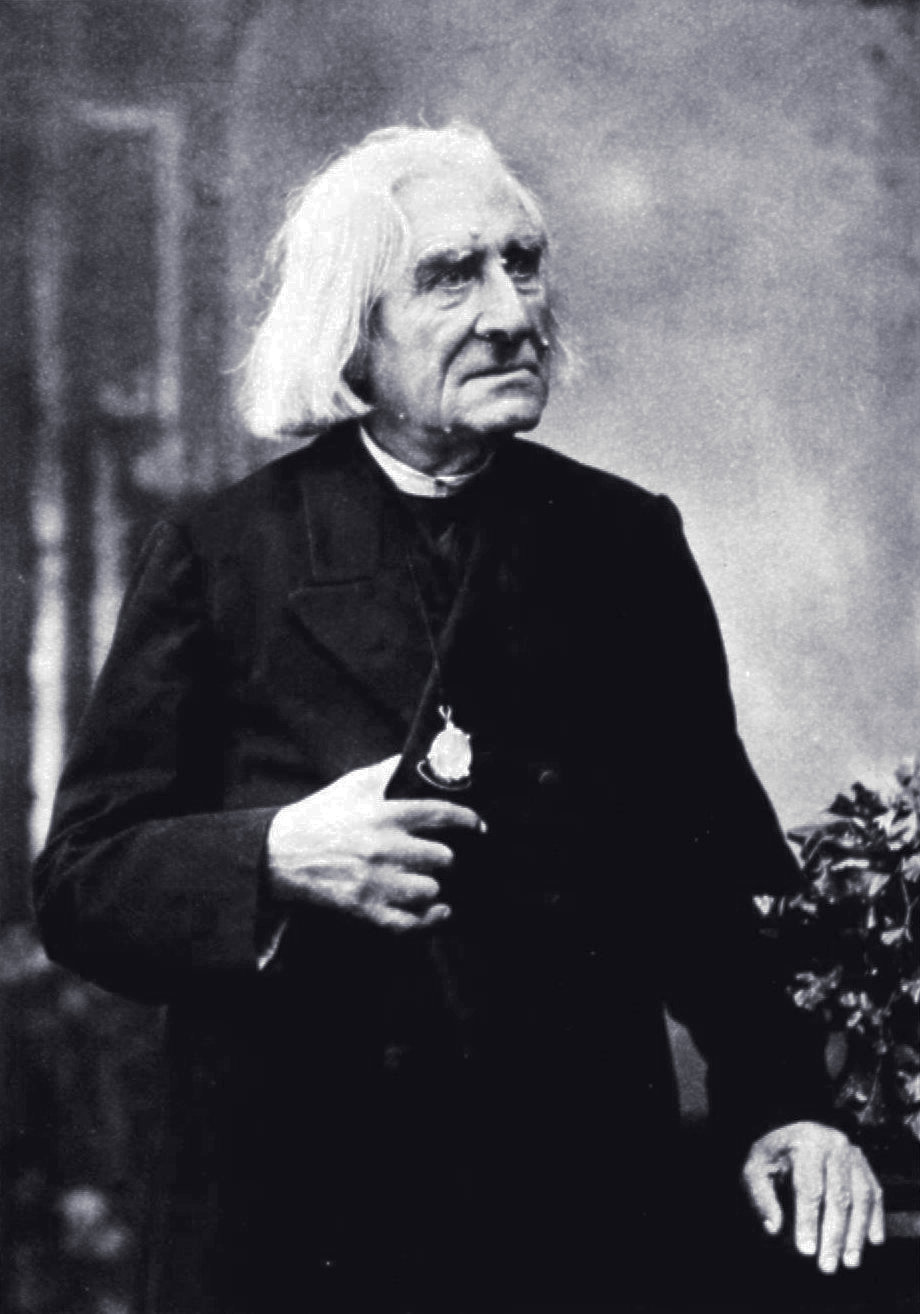
Franz Liszt in vecchiaia

Nel 1862 compose il Cantico del sol di san Francesco d'Assisi; nello stesso anno morì la primogenita Blandine. Decise di soggiornare nel monastero della Madonna del Rosario di Roma, certo che solo la fede avrebbe potuto essergli di vero conforto. La relazione tra la figlia Cosima e Wagner (nel 1865 ebbero una figlia, Isolde, cui seguirono Eva nel 1867, e Siegfried Wagner nel 1869) minò i rapporti con quest'ultimo. Nel 1864, in memoria di Blandine, scrisse La Notte.
Nel 1865 ricevette in Vaticano la tonsura e gli ordini minori. Spesso venne indicato da allora in poi come Abbé Liszt, ma ovviamente il titolo era meramente onorifico, data la personalità dell'uomo che vestiva quell'abito talare; sino al XIX secolo era però diffuso questo uso nonostante gli Ordini Minori non dessero reale diritto di per sé al titolo di Abbé (che in francese trova un uso analogo all'italiano Padre o Don). La sua vena compositiva si volse sempre più verso la musica sacra: compose la Missa Choralis e il Christus (1867). Nell'ultimo periodo della sua vita, Franz Liszt lavorò incessantemente come compositore e organizzatore di eventi musicali a Weimar e Lipsia insieme al pianista russo Aleksandr Il'ič Ziloti. Apprezzò moltissimo la musica russa, ammirò il Gruppo dei Cinque e conobbe personalmente Aleksandr Porfir'evič Borodin, che andò a trovarlo due volte a Weimar. In Germania, durante il Festival di Bayreuth del 1886, chiamato anche "festival wagneriano" in quanto ideato da Wagner, Liszt si ammalò gravemente di polmonite e morì il 31 luglio dello stesso anno. Wagner era già mancato nel 1883.

## Liszt come pianista

### Stile interpretativo
Le fonti affidabili che possano dare un'idea dello stile pianistico di Liszt negli anni '20 del 1800 sono poche. Secondo la testimonianza di Carl Czerny, Liszt era dotato di un talento pianistico naturale e nelle sue interpretazioni si lasciava guidare dal coinvolgimento emotivo. Nelle recensioni dei suoi concerti erano elogiate la brillantezza, la forza e la precisione del suo stile pianistico. Il suo repertorio consisteva principalmente in pezzi della scuola Viennese brillante, come i concerti di Johann Nepomuk Hummel e le opere del suo ex insegnante Carl Czerny. Le parti dedicate all'improvvisazione erano spesso presenti nei suoi concerti.
Franz Liszt è considerato uno dei più grandi virtuosi dell'800, se non di tutti i tempi. Con le sue composizioni, Liszt ha contribuito a espandere il repertorio tecnico del pianoforte. Sono, infatti, da ricondursi a lui importanti sviluppi nella tecnica pianistica, in particolare quella delle ottave e degli arpeggi, e lo sviluppo di diteggiature originali, come per esempio l'impiego dei pollici nelle melodie per creare un effetto di cantabile.
Prima dell'interruzione della carriera concertistica in seguito alla morte del padre nel 1827, Liszt si concedeva spesso delle stravaganti libertà nelle interpretazioni delle partiture per compiacere il pubblico dei salotti parigini. Le sue espressioni facciali e la sua gestualità riflettevano ciò che stava suonando, tanto da essere preso spesso in giro dalla stampa del tempo. Hector Berlioz raccontò di come Liszt aggiunse cadenze, tremoli e trilli quando interpretò la Sonata n. 14 "Al chiaro di luna" di Beethoven, creando una scena drammatica, cambiando il tempo da Largo in Presto; come lo stesso Liszt asserisce in una lettera a George Sand del 1837, egli ben presto prese le distanze da tali pratiche, in favore di un approccio interpretativo assai più filologico e rispettoso della partitura.

### Repertorio
Durante i suoi anni come virtuoso itinerante, Liszt tenne in tutta Europa una serie di concerti, il cui repertorio era centrato sulle sue composizioni, parafrasi e trascrizioni. Analizzando i concerti che tenne tra il 1840 e il 1845, si osserva che i cinque brani più eseguiti furono il Grand Galop Chromatique, Erlkönig dal Lied di Franz Schubert (trascrizione a cura di Liszt stesso), Réminiscences de Don Juan, Réminiscences de Robert le Diable e Réminiscences de Lucia de Lammermoor. Tra le opere di altri compositori, si incontrano composizioni come Invito alla danza di Carl Maria von Weber, le Mazurche di Fryderyk Chopin, studi di compositori come Ignaz Moscheles, e Ferdinand Hiller, oltre alle opere maggiori di compositori come Beethoven, Weber, Hummel e, di tanto in tanto, anche opere di Bach, Händel e Domenico Scarlatti.
La maggior parte dei concerti a quell'epoca erano condivisi tra vari artisti, perciò Liszt suonò spesso accompagnando cantanti o come solista insieme ad un'orchestra. Le opere che interpretò con maggior frequenza furono il Konzertstück di Weber, il Concerto "Imperatore", la Fantasia corale di Beethoven e la revisione del suo Hexaméron, per piano e orchestra. Il suo repertorio di musica da camera includeva un Settimino di Hummel, il Trio Arciduca e la Sonata "a Kreutzer" di Beethoven, oltre a una grande selezione di brani di compositori come Gioachino Rossini, Gaetano Donizetti, ancora Beethoven e, in special modo, Schubert. In alcuni concerti Liszt non riusciva a trovare musicisti con cui condividere il programma ed è stato pertanto il primo musicista ad eseguire un recital per pianoforte solista. Il termine fu coniato dalla casa editrice Frederick Beale, che lo suggerì per il concerto di Liszt all'Hanover Square Rooms di Londra il 9 giugno 1840, anche se Liszt aveva dato i primi concerti solistici nel marzo 1839.

### Strumenti
È noto che Franz Liszt durante il suo tour in Portogallo avesse usato pianoforti Boisselot, così come anche dopo, nel 1847, durante un tour a Kiev e Odessa. Liszt teneva il Boisselot nella sua residenza di Villa Altenburg a Weimar. Liszt espresse la sua predilezione per questo strumento nella sua lettera a Xavier Boisselot nel 1862: «Sebbene i tasti siano quasi consumati dalle battaglie combattute contro di loro dalla musica del passato, del presente e del futuro, non accetterò mai di cambiarlo, e ho deciso di tenerlo fino alla fine dei miei giorni, come collaboratore di lavoro privilegiato». Questo strumento ora non è più nelle condizioni di essere utilizzato. Nel 2011, su richiesta della Klassik Stiftung Weimar, il costruttore di pianoforti Paul McNulty, esperto nel realizzare pianoforti d'epoca, ha riprodotto una copia di questo pianoforte Boisselot, che ora è in mostra accanto allo strumento di Liszt. A Weimar tra i pianoforti del compositore c'erano anche un Érard, il "piano-organo" Alexandre, un pianoforte Bechstein e il pianoforte a coda Broadwood di Beethoven.

## Composizioni

### Composizioni per pianoforte
- Concerto per pianoforte e orchestra n. 1
- Concerto per pianoforte e orchestra n. 2
- Totentanz
- Concerto pathetique per due pianoforti
- Album d'un voyageur
- Anni di pellegrinaggio
- Grandes études de Paganini da Niccolò Paganini
- Mazeppa da Victor Hugo
- 19 rapsodie ungheresi
- 12 studi op.1
- Harmonies poétiques et religieuses (Armonie poetiche e religiose)
- 3 Studi da concerto (Il Lamento, La Leggerezza, Un Sospiro)
- Ab Irato (Studio da concerto)
- 2 Studi da concerto (Waldesrauschen, Gnomenreigen)
- Grand Concerto solo
- Grand Galop Chromatique
- Le Rossignol
- Consolations (Consolazioni)
- 12 Studi d'esecuzione trascendentale
- Sonata in si minore
- Variazioni su «Weinen, Klagen, Sorgen, Zagen» (Johann Sebastian Bach)
- 2 Leggende (S. Francesco d'Assisi che predica agli uccelli; S. Francesco da Paola che cammina sulle acque)
- Rhapsodie espagnole. Folies d'Espagne et Jota aragonesa
- Arbre de Noël (Albero di Natale)
- La lugubre gondola
- Mefisto valzer
- Historische ungarische Bildnisse (Ritratti storici ungheresi)
- Trascrizione per pianoforte solo della Danza macabra op. 40 di Camille Saint-Saëns
- Grosso Pezzo da Concerto sulle Romanze senza parole di Felix Mendelssohn per due pianoforti.
- Sinfonie di Beethoven (Liszt)

### Poemi sinfonici
- Poema sinfonico n. 1: Ce qu'on entend sur la montagne (Quel che si ascolta sulla montagna; da Victor Hugo)
- Poema sinfonico n. 2: Tasso. Lamento e trionfo (da Byron)
- Poema sinfonico n. 3: Les Préludes (da Alphonse de Lamartine)
- Poema sinfonico n. 4: Orpheus
- Poema sinfonico n. 5: Prometheus
- Poema sinfonico n. 6: Mazeppa (da Victor Hugo)
- Poema sinfonico n. 7: Festklänge (Suoni di festa)
- Poema sinfonico n. 8: Héroïde funèbre (Lamento d'eroe)
- Poema sinfonico n. 9: Hungaria
- Poema sinfonico n. 10: Hamlet (da William Shakespeare)
- Poema sinfonico n. 11: Hunnenschlacht (Battaglia di Unni; ispirato ad un dipinto di Wilhelm Kaulbach)
- Poema sinfonico n. 12: Die Ideale (da Friedrich Schiller)
- Poema sinfonico n. 13: Von der Wiege bis zum Grabe (Dalla culla alla tomba; ispirato ad un dipinto di Mihály von Zichy)

### Opere sinfonico-vocali
- Faust-Symphonie, sinfonia corale, da Johann Wolfgang von Goethe
- Dante-Symphonie, sinfonia corale, da Dante Alighieri
- Cantico del Sol di S. Francesco d'Assisi da S. Francesco d'Assisi
- Christus dalle Sacre Scritture e dalla Liturgia Cattolica
- Die Glocken des Strassburger Münsters (Le campane della Cattedrale di Strasburgo) da Henry Wadsworth Longfellow
- Die Legende von der Heiligen Elisabeth (La leggenda di S. Elisabetta)
- Don Sanche, opera lirica in un atto, libretto Thèaulon Rancè 1825 diretta da Rodolphe Kreutzer con Adolphe Nourrit all'Académie Royale de Musique di Parigi (la marcia di quest'opera è stata utilizzata dal compositore Francisco Manuel da Silva per l'Inno nazionale del Brasile)[13]
- Missa solemnis zur Einweilhung der Basilika in Gran (Messa solenne per la consacrazione della basilica di Gran)
- Requiem R488, per doppio coro maschile e orchestra
- Ungarische Krönungs-Messe (Messa ungherese per l'incoronazione)
- Via crucis per soli, coro e organo (o pianoforte)

### Musica da camera
- Zwei Waltzer, per violino e pianoforte
- Duo (Sonata) - Sur des thèmes polonais, per violino e pianoforte
- Grand duo concertant sur la Romance de M.Lafont Le Marin, per violino e pianoforte
- Epithalam zu Eduard. Reményis Vermählungsfeier, per violino e pianoforte
- Am Grabe Richard Wagner, per arpa e archi

## Lisztomania
Sono documentati diversi casi in cui, durante i suoi concerti, Franz Liszt scatenava degli attacchi di isteria tra i giovani. Secondo alcuni, questo lo rende un antesignano delle celebrità della musica contemporanee; secondo NPR e Il Post, egli fu la prima rockstar.

## Liszt nella cultura di massa

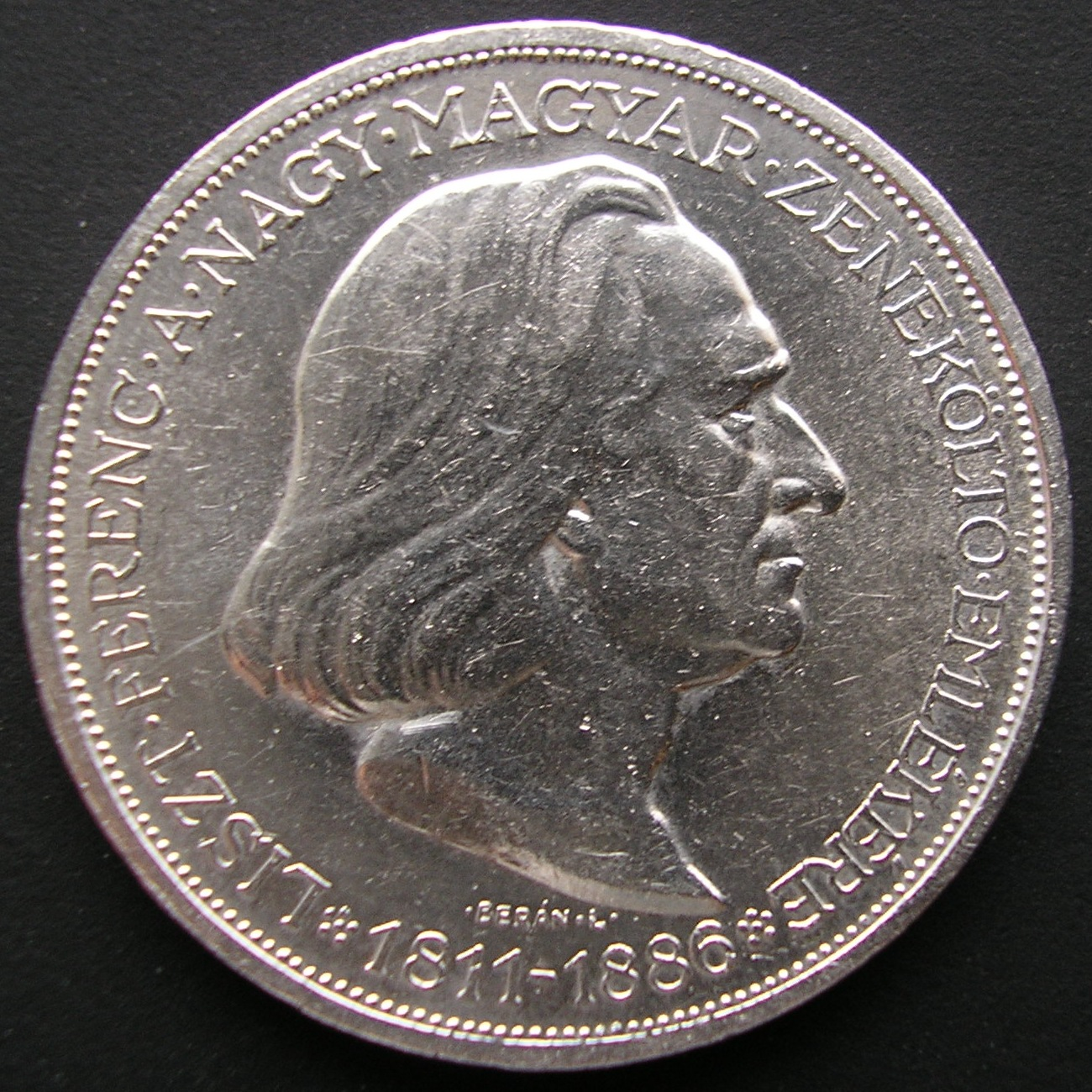
Una moneta ungherese da due pengő, con l'effige di Liszt, in uso dal 10 agosto 1936 fino al 31 gennaio 1942.

I riferimenti alla figura di Liszt non si limitano solamente agli ambienti musicali, ma si trovano anche in letteratura e nel cinema. Ad esempio, nel racconto Edward the Conqueror (1953), di Roald Dahl, una donna crede che Franz Liszt si sia reincarnato nel suo gatto. La  storia fa parte della serie televisiva Tales of the Unexpected, trasmessa per la prima volta nel 1979.
Spesso si è usata la sua immagine per coniare monete o nell'emissione di francobolli, in molti casi, per segnare gli anniversari di nascita o di morte. In Ungheria fu coniata una moneta da due pengő in uso dal 10 agosto 1936 fino al 31 gennaio 1942, dove si può leggere il motto «LISZT FERENC A NAGY MAGYAR ZENEKÖLTO EMLÉKÉRE, 1811-1886», traducibile come "In memoria di Franz Liszt, il grande compositore ungherese.".
La sua immagine è stata utilizzata anche per statue o busti commemorativi in varie città d'Europa, come ad esempio Eisenstadt, Vienna, Weimar, Raiding, Bayreuth, Kalocsa, Budapest, Mecseknádasd e Kiev, tra le altre.
Dal 1986, cento anni dopo la morte del compositore, si svolge ogni tre anni il prestigioso Concorso Pianistico Internazionale Franz Liszt a Utrecht.
Nel 1999, dopo quindici anni di lavoro, l'etichetta di casa "Hyperion" ha concluso la registrazione dell'opera completa per pianoforte solo di Liszt in un totale di novantaquattro CD, riunita in cinquantasette volumi. Tutti i lavori sono stati registrati dal pianista australiano Leslie Howard.
Le sue composizioni fanno da sfondo anche ad un romanzo di Haruki Murakami, ovvero L'incolore Tazaki Tsukuru e i suoi anni di pellegrinaggio, in particolare per Le Mal du pays.

### Cinema, televisione, radio e videogiochi

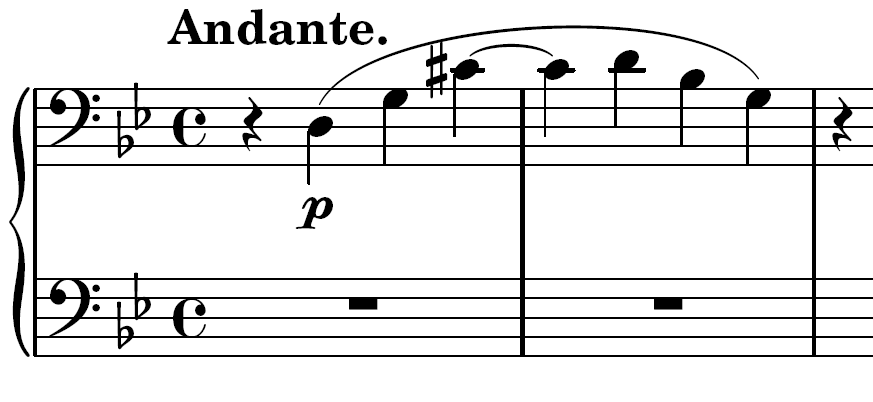
L'inizio di Nuages gris utilizzato nel film Eyes Wide Shut di Stanley Kubrick

Sulla vita di Franz Liszt sono stati girati film in molteplici occasioni. Nel 1955, nel film francese Lola Montès, regia di Max Ophüls, Liszt è impersonato dall'attore tedesco Will Quadflieg. Nel 1960 è stato girato Sogno d'amore (il titolo originale  Song Without End), basato sulla vita del compositore, diretto da Charles Vidor prima di essere sostituito a metà ripresa da George Cukor, dopo la morte del primo; Dirk Bogarde interpretava il ruolo di Liszt. La vita di Liszt fu nuovamente la trama di un film nel 1975 a opera del regista inglese Ken Russell. Il film è stato chiamato Lisztomania e i personaggi sono stati interpretati da Roger Daltrey, nel ruolo del compositore, e da Paul Nicholas in quello di Richard Wagner.
Inoltre, le sue composizioni sono state utilizzate come parte della colonna sonora di più di 170 film, tra cui:
- Eyes Wide Shut, l'ultimo film di Stanley Kubrick, in cui si ascolta Nuages gris
- Hannibal Lecter - Le origini del male, di Peter Webber, in cui viene interpretata la trascrizione realizzata da Liszt per pianoforte del Preludio e Fuga in la minore, BWV 543 di Bach
- Fame, di Kevin Tancharoen, il Concerto per pianoforte e orchestra n. 1 fa parte della colonna sonora.

La Rapsodia ungherese n. 2 è stata utilizzata in diversi contesti, come:
- The Majestic di Frank Darabont
- Chi ha incastrato Roger Rabbit di Robert Zemeckis
- il cortometraggio animato della serie Tom & Jerry Jerry pianista, che vinse l'Oscar per il miglior cortometraggio d'animazione nel 1947.
- Il videogioco Fallout 4, nella versione orchestrale, nella radio che trasmette musica classica.

Il Liebestraum n º 3 (Sogno d'amore) è un altro brano che è stato ampiamente utilizzato e può essere ascoltato in:
- I gattoni di Gregory Poirier
- Eva contro Eva di Joseph L. Mankiewicz.

Altro brano utilizzato nel cinema è il poema sinfonico Les Préludes che si può sentire in sette episodi di Tiny Toon Adventures 
- Nel 2011 la RSI-Rete2 ha prodotto un originale radiofonico (in italiano) dal titolo "Liszt et Marie" autore Giorgio Appolonia, interpreti Claudio Moneta, Alessia Vicardi, Adele Pellegatta per la regia di Claudio Laiso.

## Discografia
- Poemi sinfonici completi (London Philharmonic Orchestra, Bernard Haitink (direttore), Decca, 4 CD, 2010)
- 3 Sonetti del Petrarca, Lieder (Cyprien Katsaris (pianoforte), Margaret Price (cantante) Apex, CD, 2011)
- Poemi sinfonici, Sinfonia Dante, Due leggende (BBC Philharmonic Orchestra, Gianandrea Noseda (direttore), Chandos, CD, 2009)
- Liszt. My piano Hero (Wiener Philharmoniker, Valery Gergiev (direttore), Lang Lang (pianoforte), Sony Classical, 2 Vinile LP, 2011)
- The complete piano music (Leslie Howard (pianoforte), Hyperion, 99 CD, 2011)
- Venezia e Napoli - piano works - (Costantino Catena (pianoforte), Camerata Tokyo, 2CD, 2012)
- Duo Sonata. Complete works for violin and piano (Mauro Tortorelli (violino), Costantino Catena (pianoforte), Camerata Tokyo, 2CD, 2011)
- Studi di esecuzione trascendentale. Trascrizioni da opere (Michele Campanella (pianoforte), Brilliant Classics, 6 CD, 2011)
- Rapsodie ungheresi (Artur Pizarro (pianoforte), Brilliant Classics, CD, 2008)
- Gli ultimi capolavori (Michele Campanella (pianoforte), Brilliant Classics, CD, 2011)
- Sonata in si minore, trascrizioni da Schubert e Schumann (Anna Kravtchenko (pianoforte), Universal Classic, CD, 2009)
- The Liszt recordings (Krystian Zimerman (pianoforte), Deutsche Grammophon Gesellschaft, 2 CD, 2011)
- Concerti per pianoforte e orchestra nn. 1 e 2, Les Préludes (Wiener Philharmoniker, Wiener Symphoniker, Carlo Maria Giulini (direttore), Giuseppe Sinopoli (direttore), Lazar Berman (pianoforte) Deutsche Grammophon Gesellschaft, CD, 2012)
- Riko Fukuda, Tomias Koch. Chopin, Mendelssohn, Moscheles, Hiller, Liszt. Grand duo Œuvres pour duo de pianofortes. Pianoforti Graf 1830, 1845.
- Pascal Mantin. Franz Liszt. “Un Sospiro”. Pianoforte Erard (UT3-Records, CD, 2007)
- Michele Campanella. "Franz Liszt: Sonata in si minore, Fünf klavierstücke, Deux Legends, Ballade no 2". Pianoforte Bechstein appartenuto a Liszt (Odradek Records, CD, 2017).
- Michele Campanella. "Franz Liszt: Années de Pèlerinage (opera completa)". Pianoforte Bechstein appartenuto a Liszt (Odradek Records, CD, 2020).

## Omaggi
- Gli è stato intitolato l'Aeroporto Internazionale di Budapest.
- Gli è stato dedicato il cratere Liszt su Mercurio.
- L'asteroide 3910 Liszt scoperto il 16 settembre del 1988 da Eric Walter Elst, è stato così denominato in suo onore.
- Gli è stato dedicato il Festival Liszt che si tiene ogni anno ad Albano Laziale, sotto il patrocinio della regione Lazio.
- L'Academy Liszt Music Art gli ha dedicato un busto nell'agosto 2024 nel museo della chiesa di S.Giovanni Battista in Grottammare.